# Jutta van Saksen
Jutta van Saksen (circa 1223 - 2 februari 1267) was van 1241 tot 1250 koningin-gemalin van Denemarken. Ze stamde uit het huis Ascaniërs.

## Levensloop
Ze was de dochter van hertog Albrecht I van Saksen en diens eerste gemalin Agnes van Oostenrijk, dochter van hertog Leopold VI van Oostenrijk.
Jutta werd door haar vader uitgehuwelijkt aan de latere koning Erik IV van Denemarken en in 1239 vond het huwelijk plaats. Op het moment van het huwelijk was Erik IV samen met zijn vader Waldemar II medekoning van Denemarken. Nadat Erik IV in 1241 na de dood van zijn vader als enige koning van Denemarken overbleef, werd Jutta koningin-gemalin.
Over haar periode als koningin van Denemarken is niet veel bekend. Ze was wel betrokken bij een conflict met de monniken in de abdij van Øm. Als straf nam Jutta de graanvoorraad van de monniken in beslag. Ook speelde ze een belangrijke rol in de regeling van de begrafenisdienst van haar echtgenoot en zij gaf de instructie dat hij in monnikenkledij zou begraven worden, wat zijn laatste wens was.
In 1250 werd koning Erik IV vermoord. Waarschijnlijk keerde Jutta na zijn begrafenis terug naar Saksen en liet ze haar dochters achter in Denemarken. Ze huwde een tweede maal met graaf Burchard VIII van Querfurt-Rosenburg, die vanaf 1273 burggraaf van Maagdenburg was. Over haar verdere leven is er haast niets bekend.

## Nakomelingen
Jutta en Erik IV kregen volgende kinderen:
- Sofia (1241-1286), huwde met koning Waldemar I van Zweden.
- Knoet (1242)
- Ingeborg (1244-1287), huwde met koning Magnus VI van Noorwegen.
- Jutta (1246-1284), abdis in het Sint-Agnethaklooster van Roskilde.
- Christoffel (1247)
- Agnes (1249-1288/1295), abdis in het Sint-Agnethaklooster van Roskilde

Jutta en Burchard VIII kregen volgende kinderen:
- Sophia (overleden in 1325), huwde met hertog Erik Eriksson Langben van Langeland.